# Pazo da Trave
Pazo da Trave es el nombre de una casa rural situada en la parroquia de Galdo, del municipio de Vivero, en la provincia de Lugo.

## Historia de Galdo
En 1435 se reúnen en el paraje conocido como el Paso dos Cabaleiros, el obispo de Mondoñedo, el deán catedralicio y dos procuradores para discutir el litigio que mantenían nobleza e iglesia sobre la parroquia de Galdo y los foros de renta. Después de varias disputas y litigios Galdo pierde su estatuto de concejo y pasa a pertenecer al de Vivero.
En el año 1435 el obispado de Mondoñedo cede el coto de Galdo a don Alonso Pérez de Viveiro por 5.000 maravedíes.